# Fantasy in the Sky
Fantasy in the Sky est un ancien feu d'artifice des parcs Disneyland, Magic Kingdom, Tokyo Disneyland et Disneyland Paris, dont les représentations ont débuté en 1957 et stoppées entre 2000 et 2005. Il proposait au public de revivre les plus grands moments des films Disney. Sa suspension définitive en France a marqué le début de Wishes. Mais il semble probable que comme pour les parcs américains elle soit présentée occasionnellement, trois à quatre fois par an.

## Histoire
Walt Disney demanda à ses équipes un feu d'artifice présenté derrière le Château de la Belle au bois dormant de Disneyland en 1957 afin de faire rester les visiteurs plus longtemps dans le parc et pour répondre à la demande de spectacles nocturnes. Ce type de spectacle devint très populaire et une composante vitale pour "l'expérience Disney". En 1961, le parc Disneyland a ajouté au début du spectacle l'envol de la Fée Clochette depuis la montagne voisine du Matterhorn Bobsleds.
Le spectacle continua à être présenté pendant de nombreuses années et fut reproduit au Magic Kingdom en 1971. Les prédécesseurs de Walt Disney Creative Entertainment (filiale spécialisée dans la création des spectacles des parcs Disney) ont pu concevoir pour ce parc de Floride, une version plus grande, plus large et bien sûr plus coûteuse afin d'être lancer derrière le Château de Cendrillon, trois fois plus grand que son cousin californien.
Malgré son grand âge, le feu d'artifice de Fantasy in the Sky n'est plus représenté de manière continue dans les parcs Disney depuis 2005. Le dernier à le présenter en permanence était Disneyland Paris. Il a été remplacé par Wishes au Magic Kingdom et à Disneyland Paris tandis que c'est Remember qui succède lui-même à Believe à Disneyland. Dans les parcs américains Fantasy in the Sky est présenté occasionnellement pour des événements particuliers comme Noël ou le 4 juillet, il est probable qu'il en soit de même en France.

## Les spectacles

### Disneyland
Ce spectacle a été demandé en 1958 par Walt Disney. Mais au fil des ans de nombreux visiteurs ne restaient plus pour voir un spectacle déjà vu maintes fois. Ainsi la décision de changer ce spectacle "classique" fut prise à la fin des années 1990. 

Pour les occasions conjuguées de l'an 2000 et du 45e anniversaire de Disneyland, l'équipe des spectacles de Disneyland concocta un feu d'artifice somptueux pour remplacer la vieille attraction, appelé Believe... There's Magic in the Stars (ou plus simplement Believe).  Il eut un grand succès auprès des visiteurs qui apprécièrent la section supplémentaire pour Noël.
Mais ce feu d'artifice fut à son tour remplacé en 2005 pour les 50 ans de Disneyland par Remember... Dreams Come True. Toutefois durant l'été 2004, avec l'arrêt de Believe et en attendant Remember, un feu d'artifice fut présenté pour assurer la transition. Il fut composé à partir d'éléments de Fantasy in the sky et Believe et appelé Imagine... A Fantasy in the Sky.
- Représentations : 1958 à 2000
  - Représentations occasionnelles : 4 juillet 2004, 4 juillet 2005, Nouvel An 2005
- Durée : 7 min
- Spectacles suivants :
  - Believe... There's Magic in the Stars 2000 à 2005 sauf durant l'été 2004
  - Imagine... A Fantasy in the Sky été 2004
  - Remember... Dreams Come True à partir de 2005

### Magic Kingdom
Fantasy in the Sky fut reproduit dès l'ouverture du parc au Magic Kingdom mais dans une version plus importante en raison de la taille trois fois supérieure du château par rapport à celui de Californie. Le spectacle fut arrêté en 2003 et à l'image de Disneyland un nouveau feu d'artifice fut présenté. Walt Disney Creative Entertainment créa le spectacle Wishes, basé sur la création d'émotion parmi les visiteurs. Le succès de ce spectacle fut très rapide et le thème principal est depuis devenu celui du parc ainsi que la base musicale pour le Remember à Disneyland.
- Représentations : 1971 à 2003
  - Représentations occasionnelles : chaque 30 et 31 décembre, 3 et 4 juillet.
- Durée : 7 min
- Spectacles suivants :
  - Wishes

### Disneyland Paris
À Disneyland Paris, le feu d'artifice de Fantasy in the Sky fut présenté de l'ouverture du parc le 12 avril 1992 jusqu'à l'été 2005 quand il fut remplacé par une version raccourcie de Wishes (présenté au Magic Kingdom) à l'occasion du 50e anniversaire de Disneyland.
À partir de 1998, le spectacle a reçu un autre nom : Tinkerbell's Fantasy in the Sky ou Les Feux de la Fée Clochette. Dès cette même année, désormais, la fée Clochette s'envolait dans le ciel du château au début du spectacle.
- Représentations : 1992 à 2005
- Durée : 7 min
- Spectacles suivants :
  - Wishes
  - Les Feux Enchantés